# Ján Haranta
Ján Haranta (Turzófalva, 1909. december 3. – Bercsény, 1983. március 27.) szlovák költő és műfordító. A szlovák katolikus modernizmus képviselője.

## Élete
1909. december 3-án született Turzófalván egy cserzőműves családjában. A tanulmányait szülővárosában, később Zsolnán (1921–1922), 1922 és 1928 között Nyitrán és Lőcsén (1928–1929) folytatta. 1929-től 1935-ig filozófiát és katolikus teológiát tanult a Strasbourgi Egyetemen. 1940-ben letette a professzor vizsgákat Nyitrán. Karásznóban lelkészként, a kotessói plébánia ügyvezetőjeként, Hőlak és Trencsénben lelkészeként dolgozott. 1942 és 1950 között Zsolnán a gimnáziumban tanított, 1950-től 1953-ig Sztrecsényben lelkipásztor. A következő években (1953 és 1963 között) a Dombelveben és 1963-ban bekövetkezett haláláig Bercsényben dolgozott.

## Munkássága
A verseit már a középiskolai tanulmányai során publikálta a Rozvoj, Svojeť, a Slovenská krajina, majd az Elán és a Slovenské pohľady magazinokban. 1933-ban jelent meg az első kötete, a Mystérium balladické. A versei vallási témájúak, de a szerző a társadalommal kapcsolatos hozzáállását is kifejezik. Később nacionalista elemek és a szlovák történelem képei is megjelennek az alkotásaiban. A szimbolizmus és a poétizmus befolyásolja őket, ami egyike a szlovák katolikus modernizmus. A második világháború után, 1948-ban a totalitárius rezsim megtiltotta neki, hogy a műveit közzétegye, pedig mintegy 400 verset írt, amelyek többsége kéziratban maradt. Saját munkái mellett a francia költészetből fordított műveket (Pl.: Paul Claudeltől).

## Művei

### Verseskötetek
- Mystérium baladické (1933) A balladák rejtélye
- Zem požehnaná (1940) Áldott föld
- Klienti (1944) Ügyfelek
- V najkrajšej domovine (1947) A legszebb hazában

### Egyéb munka
- O tebe spieva zem, antológia zo svetovej náboženskej lyriky (1943) A föld rólad énekel, a világi vallásos költészet antológiája

## Fordítás
- Ez a szócikk részben vagy egészben  a   Ján Haranta című szlovák Wikipédia-szócikk ezen változatának fordításán alapul.  Az eredeti cikk szerkesztőit annak laptörténete sorolja fel. Ez a jelzés csupán a megfogalmazás eredetét és a szerzői jogokat jelzi, nem szolgál a cikkben szereplő információk forrásmegjelöléseként.